# Day-Spitzmaus

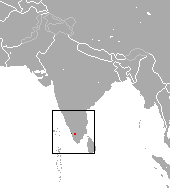
Verbreitungsgebiet der Day-Spitzmaus

Die Day-Spitzmaus (Suncus dayi) ist eine Spitzmaus in der Gattung der Dickschwanzspitzmäuse.
Die Art ist nach den britischen Ichthyologen Francis Day benannt.

## Merkmale
Die Art ist mit einer Kopfrumpflänge von 70 bis 78 mm und einer Schwanzlänge von 83 bis 88 mm deutlich kleiner als die Moschusspitzmaus (Suncus murinus) sowie deutlich größer als die Etruskerspitzmaus (Suncus etruscus). Die Hinterfüße sind 15,5 bis 16,5 mm lang. Der Körper ist oberseits und unterseits von dunkelbraunem Fell bedeckt. Auch auf dem dunkelbraunen Schwanz kommen kurze Haare vor. Es fehlen jedoch längere Borsten auf dem Schwanz, was die Art von der Anderson-Spitzmaus (Suncus stoliczkanus) unterscheidet. Zusätzlich ist bei der Anderson-Spitzmaus die Schwanzlänge kürzer als die Kopfrumpflänge.

## Verbreitung
Die Day-Spitzmaus lebt in Bereichen des Gebirges Westghats im Süden Indiens. Sie hält sich in Bereichen auf, die auf 1500 bis 2500 Meter Höhe liegen. Als Habitat dienen immergrüne Bergwälder und Bergwiesen. Die Individuen sind dämmerungs- und nachtaktiv.

## Status
Diese Spitzmaus ist hauptsächlich durch Umwandlung von ursprünglichen Landschaften in Plantagen bedroht. Sie wurde in den Nationalparken Eravikulam und Mukurthi registriert. Die IUCN listet die Day-Spitzmaus aufgrund ihres kleinen Verbreitungsgebiets und da der Bestand abnimmt als stark gefährdet (endangered).

## Belege
1. ↑  Suncus dayi. In: Don E. Wilson, DeeAnn M. Reeder (Hrsg.): Mammal Species of the World. A taxonomic and geographic Reference. 2 Bände. 3. Auflage. Johns Hopkins University Press, Baltimore MD 2005, ISBN 0-8018-8221-4.
2. ↑  Beolens, Watkins & Grayson: The Eponym Dictionary of Mammals. Johns Hopkins University Press, Baltimore 2009, ISBN 978-0-8018-9304-9, S. 103 (Day, F.).
3. ↑  Paulina Jenkins, Ruedi & Catzeflis: A biochemical and morphological investigation of Suncus dayi. In: Bonner Zoologische Beiträge. 47. Jahrgang, Nr. (3–4), 1996, S. 257–276 (englisch, biostor.org).
4. 1 2  Suncus dayi in der Roten Liste gefährdeter Arten der IUCN 2017. Eingestellt von: Molur, S., 2016. Abgerufen am 24. März 2018.